# Die Siedler von Catan (Buch)
Die Siedler von Catan ist ein 2003 erschienener historischer Roman von Rebecca Gablé. Er basiert auf dem gleichnamigen Brettspiel von Klaus Teuber, auf dessen Initiative der Roman auch entstand. Angelehnt an den Roman entwickelte Klaus Teuber 2004 das Spiel Candamir sowie 2005 Elasund – Die erste Stadt. Einige Figuren des Romans fanden zudem 2010 Aufnahme in das Spiel Die Fürsten von Catan. 2012 erschien zudem ein von Michael Menzel gestalteter Kalender mit Motiven aus dem Roman, die teilweise auch in die englische Übersetzung einflossen.
Das Buch ist trotz teilweise überschneidener Figuren und Handlungsstränge nicht zu verwechseln mit dem 2022 im Kosmos-Verlag erschienen Mehrteiler „CATAN – Der Roman“ von Klaus Teuber.

## Handlung
In dem Buch geht es um die Dorfgemeinschaft aus Elasund, einem fiktiven Dorf im hohen Norden. Die Handlung spielt zur Wikingerzeit.
Nach einem Überfall der feindlichen Turonländer und einem darauffolgenden Hungerwinter entschließt sich ein Großteil des Dorfes, nach einer Insel zu suchen, die der reichste und am meisten gereiste Mann von ihnen, Olaf, einmal zufällig gefunden hat, und wo das Leben besser sein soll. Unterwegs geraten sie in zwei Stürme, wodurch sie auf die sagenhafte Insel Catan gelangen, die der Legende nach Odin persönlich geschaffen haben soll.
Zu Beginn hält die Gemeinschaft zusammen, doch im Laufe der Zeit entwickelt sich ein Machtkampf zwischen den drei einflussreichsten Männern: der Hauptfigur Candamir, seinem Ziehbruder Osmund und Olaf. Letzterer leidet unter seinem in der neuen Heimat schwindenden Einfluss und versucht zunächst, vor allem Candamir auszunutzen und zu demütigen. Als Olaf nach einem Skandal aus der Siedlung fliehen muss, gründet er zusammen mit einigen seiner Söhne und zahlreichen entlaufenen Sklaven eine zweite Niederlassung in der Wüste, von wo aus sie regelmäßig Überfälle und Raubzüge auf das ursprüngliche Dorf verüben – entsprechend den Räubern im gleichnamigen Brettspiel.
Aber zusätzlich zu der äußeren Bedrohung schwelt auch ein Konkurrenzkampf zwischen dem offenen, manchmal launischen Candamir und seinem vernünftigeren, aber bisweilen verbissenen Ziehbruder Osmund.
Dabei geht es zum einen um eine Frau: Siglind, die bei einem Zwischenstopp der Reisenden auf den Kalten Inseln zur Gemeinschaft stieß, als sie vor ihrem brutalen Ehemann, dem Herrscher der Inselgruppe, floh. Durch ihr selbstbewusstes und emanzipiertes Verhalten macht sie Eindruck auf beide. Schließlich heiratet sie Candamir; er muss jedoch auch ihre Wünsche respektieren, und die beiden führen eine für die damalige Zeit ungewöhnlich gleichberechtigte Ehe.
Zum anderen entzündet sich der Streit an der Religion: Durch Candamirs Sklaven Austin, ein angelsächsischer Mönch, wird das Christentum nach Catan gebracht und verbreitet. Siglind wird ebenso Christin wie Candamirs jüngerer Bruder Hacon, und Candamir – selbst wenig religiös – toleriert den neuen Glauben. Osmunds Frau Inga hingegen, die Schülerin und spätere Nachfolgerin der „Hexe“/Priesterin/Kräuterfrau Brigitta, bekämpft das Christentum fanatisch und findet dabei die Unterstützung ihres Ehemannes. Dieser Widerstreit spaltet schließlich die gesamte Gemeinschaft.
Letztlich behandelt das Buch die Frage, warum trotz günstiger äußerer Umstände (fruchtbarer Boden, gutes Klima auf Catan) kein friedliches oder gar paradiesisches Leben möglich ist. Dabei geht es auch um religiöse Toleranz und die Gleichberechtigung von Mann und Frau.

## Handlungspersonen
- Candamir
- Osmund (Candamirs Ziehbruder)
- Olaf (reichster Mann in Elasund und Onkel von Osmund)
- Siglind (früher Königin der Kalten Inseln, später Candamirs Frau)
- Harald (der Dorfschmied)
- Hacon (Candamirs Bruder und später Haralds Lehrling)
- Austin/Sachse (eigentlich Byrtferth; angelsächsischer Mönch, Candamirs Sklave, später freier Mann in Catan)
- Brigitta (die Verbindung zu den Göttern)
- Inga (Osmunds Frau und spätere Priesterin von Catan)
- Gunda (friesische Sklavin, anfangs Candamirs Bettgefährtin, später Hacons Frau)
- Jared (Olafs ältester Sohn)
- Lars (Olafs zweitältester Sohn, nach dessen Tod sein Nachfolger als Anführer der Räuber)
- Asta (Candamirs Schwester, später Haralds Frau)

## Übersetzungen
- Polnisch: Osadnicy z Catanu. Übersetzt von Lisiecka Ruhm. Wydawnictwo Sonia Draga, Katowice 2007, ISBN 978-83-89779-99-1.
- Niederländisch: De Kolonisten van Catan. Übersetzt von Jaap van Spanje. De Fontein, Baarn 2005, ISBN 90-261-2213-6.
- Italienisch: I Coloni Di Catan. Übersetzt von Anna Carbone. Gruppo Editoriale Armenia S.P.A., Milano 2005 ISBN 88-344-1815-8.
- Englisch: The Settlers of Catan. Übersetzt von Lee Chadeayne. AmazonCrossing, Las Vegas NV 2011, ISBN 978-1-61109-081-9.